# Ихи (богиня)
Ихи или Ихи’ихи (таит. Ihi) — богиня в полинезийской мифологии. У разных народов  Полинезии богиня Ихи играет разную роль. В мифологии Островов Общества Ихи богиня мудрости и учения. Дочь создателя мира, бога Та’ароа и богини Папа-рахарахи. Ихи Аваава или Ихи-лани богиня света на Гавайских островах. В некоторых легендах мифологии маори Новой Зеландии Ихи и Хина показываются как разные имена одной и той же личности. У жителей Маркизских островов Ихи божество хлебного дерева.

## Имя
Имя Ihi переводится как «луч солнца». Встречаются разные варианты произношения имени богини, такие как таит. Ihi’ihi, hihi, hisi, shishi, kisi.
Также Ихи называли чудовище, которое по одной из легенд обитает в озере Таупо в Новой Зеландии.